# La Vie ailleurs
Ne doit pas être confondu avec Une vie ailleurs.
La Vie ailleurs est un documentaire français réalisé par David Teboul en 2008.

## Synopsis
En banlieue...

## Fiche technique
- Titre : La Vie ailleurs
- Titre international : Council House
- Titre allemand :  Das Leben anderswo
- Réalisation : David Teboul
- Production : Arte France, Les Films d'ici
- Producteurs : Thierry Garrel, Catherine Roux
- Directeur de la photographie : Antoine Parouty
- Voix off, montage : Anne Baudry
- Ingénieurs du son : Gilles Bénardeau, Fabien Krzyzanowski, Samuel Mittelman
- Durée : 64 minutes
- Tournage : 2008
- Lieux de tournage : Bobigny, Le Pré-Saint-Gervais
- Date de sortie : France : 3 juin 2009
- Pays de production :  France

## Sélections en festival
- États généraux du film documentaire 2008 : Sélection Incertains Regards[2]
- Locarno en 2008 : Sélection Cinéastes du présent[3]